# Rally Villa de Llanes de 2004
El Rally Villa de Llanes de 2004, oficialmente 28.º Rally Villa de Llanes, fue la vigésimo octava edición y la octava cita de la temporada 2004 del Campeonato de España de Rally. Fue también puntuable para el campeonato de Asturias, la Copa C2 y el Desafío Peugeot. Se celebró del 2 al 3 de octubre y contó con un itinerario de ocho tramos que sumaban un total de 151 km cronometrados.

## Itinerario
| Día   | Tramo | Nombre        | Distancia | Ganador              | Tiempo  | Líder          |
| ----- | ----- | ------------- | --------- | -------------------- | ------- | -------------- |
| Día 1 | TC1   | La Tornería   | 11.87 km  | Joan Vinyes          | 8:15.2  | Joan Vinyes    |
| Día 1 | TC2   | Carmen-Torre  | 20.18 km  | Sergio Vallejo       | 13:27.1 | Sergio Vallejo |
| Día 1 | TC3   | La Tornería   | 11.87 km  | Alberto Hevia        | 8:01.8  | Alberto Hevia  |
| Día 1 | TC4   | Carmen-Torre  | 20.18 km  | Joan Vinyes          | 13:14.4 | Alberto Hevia  |
| Día 1 | TC5   | Nueva-Labra   | 19.77 km  | Joan Vinyes          | 14:22.8 | Joan Vinyes    |
| Día 1 | TC6   | Siejo-Puertas | 23.68 km  | Enrique García Ojeda | 15:21.2 | Joan Vinyes    |
| Día 1 | TC7   | Nueva-Labra   | 19.77 km  | Joan Vinyes          | 14:16.7 | Joan Vinyes    |
| Día 1 | TC8   | Siejo-Puertas | 23.68 km  | Alberto Hevia        | 15:23.6 | Joan Vinyes    |

## Clasificación final
| Pos. | Piloto                | Copiloto             | Automóvil                  | Tiempo         | Diferencia |
| ---- | --------------------- | -------------------- | -------------------------- | -------------- | ---------- |
| 1.   | Joan Vinyes           | Xavi Lorza           | Peugeot 206 S1600          | 1:43:07.5      | 0.0        |
| 2.   | Alberto Hevia         | Alberto Iglesias Pin | Renault Clio S1600         | 1:43:46.7      | +39.2      |
| 3.   | Sergio Vallejo        | Diego Vallejo        | Fiat Punto S1600           | 1:44:03.5      | +56.0      |
| 4.   | Dani Sordo            | Carlos del Barrio    | Citroën C2 S1600           | 1:44:07.2      | +59.7      |
| 5.   | Manuel Cabo           | Alejandro Noriega    | Citroën Saxo S1600         | 1:45:11.8      | +2:04.3    |
| 6.   | Santi Concepción      | Víctor del Rosario   | Citroën C2 S1600           | 1:45:39.3      | +2:31.8    |
| 7.   | Jonathan de Miguel    | Ignacio Pernía       | Peugeot 206 S1600          | 1:46:16.9      | +3:09.4    |
| 8.   | Pedro Burgo           | Marcos Burgo         | Mitsubishi Lancer Evo VIII | 1:46:49.0      | +3:41.5    |
| 9.   | Miguel Martínez-Conde | Adrián Ruiz          | Mitsubishi Lancer Evo VIII | 1:47:17.2      | +4:09.7    |
| 10.  | Emilio Segura         | Manuel García Espejo | Peugeot 206 S1600          | 1:47:17.9 0:10 | +4:10.4    |